# Йоасаф I Охридски
Йоасаф е православен духовник, охридски архиепископ около 1628 година.
Сведенията за архиепископ Йоасаф са изключително оскъдни. Заема длъжността след 1624 година, когато се споменава предшественика му Порфирий. Известно е една издадена от него грамота от 1628 година. Умира или напуска поста преди 1629 година, когато архиепископ вече е Аврамий.